# Claus Mørch
Pour les articles homonymes, voir Mørch.
Claus Severin Mørch, né le 3 avril 1976, est un escrimeur norvégien spécialiste de l'épée. Il est le frère de Margrete Mørch et le fils de Claus Mørch Sr., deux escrimeurs olympiques.
Sa carrière culmine en 2005, avec une troisième place aux championnats du monde de Leipzig, qui lui permet d'atteindre le neuvième rang mondial à la fin de la saison. En outre il compte plusieurs podiums en coupe du monde, dont une victoire au Jockey Club Argentino de Buenos Aires et des troisièmes place au challenge Monal[source insuffisante] et au Grand Prix de Berne.
Mørch met un terme à sa carrière durant la coupe du monde en 2010. Il dispute néanmoins encore le tournoi satellite d'Oslo, qui lui permet de figurer au classement international.

## Palmarès
- Championnats du monde
  -  Médaille de bronze aux championnats du monde 2005 à Leipzig[5]

## Classement en fin de saison
Depuis 2003
| Année | 2003 | 2004 | 2005 | 2006 | 2007 | 2008 | 2009 | 2010 | 2011 | 2012 | 2013 | 2014 | 2015 | 2016 |
| ----- | ---- | ---- | ---- | ---- | ---- | ---- | ---- | ---- | ---- | ---- | ---- | ---- | ---- | ---- |
| Rang  | 16   | 24   | 9    | 13   | 104  | 320  | 148  | 90   | 262  | 274  | 449  | 360  | 343  | 401  |